# Прапор Кукельберга
Прапор Кукельберга — муніципальний прапор брюссельської комуни Кукельберг. В описі написано: 
Дві однаково довгі смуги зеленого і білого кольорів.
Кольори прапора походять від герба комуни.

Цей муніципальний прапор ідентичний прапорам Ікселя, Схарбека та Форе.

Герб Кукельберга
Прапор Ікселя
Прапор Схарбека
Прапор Форе

## Попередні прапори
За матеріалами Armoiries communales en Belgique. Communes Wallonnes, Bruxelloises et Germanophones — прапор, який використовувався з 1841 по 1984 рік із двома вертикальними смугами зеленого та рожевого кольорів. Другий прапор з'явився в 1984 році та був замінений у 1995 році на прапор з роздвоєним зеленим полем, що відсилає до літери K у Koekelberg. Проте нещодавно муніципалітет відновив використання простого вертикально розділеного зелено-білого прапора.

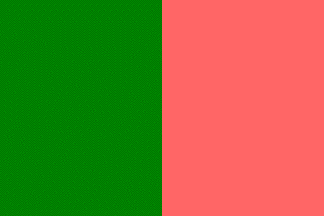
Перший прапор
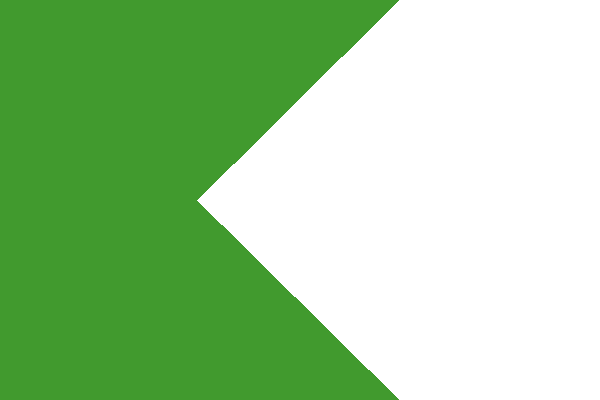
Другий прапор (1995-невідомо)

(1841—1984)
- Другий прапор

(1995-невідомо)